# StingRays de Long Beach
 (décembre 2023).
Si vous disposez d'ouvrages ou d'articles de référence ou si vous connaissez des sites web de qualité traitant du thème abordé ici, merci de compléter l'article en donnant les références utiles à sa vérifiabilité et en les liant à la section « Notes et références ».
Les StingRays de Long Beach (en anglais : Long Beach StingRays) étaient un club franchisé de basket-ball féminin. La franchise, basée à Long Beach (Californie), a appartenu à la American Basketball League.

## Historique
Les StingRays ne faisaient pas partie des équipes originelles de la ABL, mais l'ont rejoint pour la saison 1997-1998. L'équipe échoue alors en finale face au Quest de Columbus.
Après cette première saison, les StingRays décident d'arrêter, tout comme le Glory d'Atlanta. La ligue tentera tout de même de faire cette saison 1998-1999, malgré la forte concurrence de la WNBA. Elle devra cesser ses activités le 22 décembre 1998.

## Palmarès
- Finaliste de la ABL : 1998.

## Entraîneurs successifs
- 1997-1998 :  Maura McHugh

## Joueuses célèbres ou marquantes
- Yolanda Griffith